# Paco Arango
Francisco Arango García-Urtiaga, més conegut per Paco Arango (Ciutat de Mèxic, 1962) és un cantant, guionista, director de cinema i filantrop hiapanomexicà. Amb cinc anys va mudar a Espanya amb la seva família, on el seu pare, Plácido Arango Arias i els seus germans van formar la cadena Vips. Va estudiar als Estats Units i en acabar es va dedicar a la música, va gravar quatre elapés per Sony Records entre 1988 i 1995. El 1999 va iniciar la seva pròpia companyia de producció de televisió, amb la que va escriure el guió i produir ¡Ala... Dina! (2000-2002), protagonitzada per Paz Padilla i que va tenir èxit a Espanya. El 2004, a més, va dirigir la sèrie El inquilino, protagonitzada per Jorge Sanz.
El desembre de 2011 va escriure i dirigir Maktub, inspirada en un nen malalt de càncer, i per la que va obtenir tres nominacions als Premis Goya Uns anys abans, a més, havia fundat la Fundació Aladina, que proporciona voluntaris, construeix habitacions per a adolescents als hospitals i ajuda a finançar les despeses per als nens i les seves famílies. El 2012, Aladina va utilitzar beneficis de la primera pel·lícula d'’Arango per construir un dels centres de trasplantament de medul·la òssia més avançats a Europa a Madrid. El 2016 va dirigir Lo que de verdad importa, una pel·lícula 100x200 benèfica segons el director. i amb la que va guanyar un dels Premis Cinematogràfics José María Forqué. Amb la mateixa finalitat el 2019 va estrenar Los Rodríguez y el más allá.

## Discografia
- Arango (Epic, 1988)
- Vuelo sin motor (Epic, 1990)
- Guajira (DID, 1992)
- Estoy pensando en ti (Arcade, 1995)

## Filmografia
- ¡Ala... Dina! (guionista i productora 2000-2002)
- El inquilino (director, guionista i productor, 2004)
- Maktub (director i guionista, 2011)
- Lo que de verdad importa (2016)
- Los Rodríguez y el más allá (2019)